# Flannery O'Connor

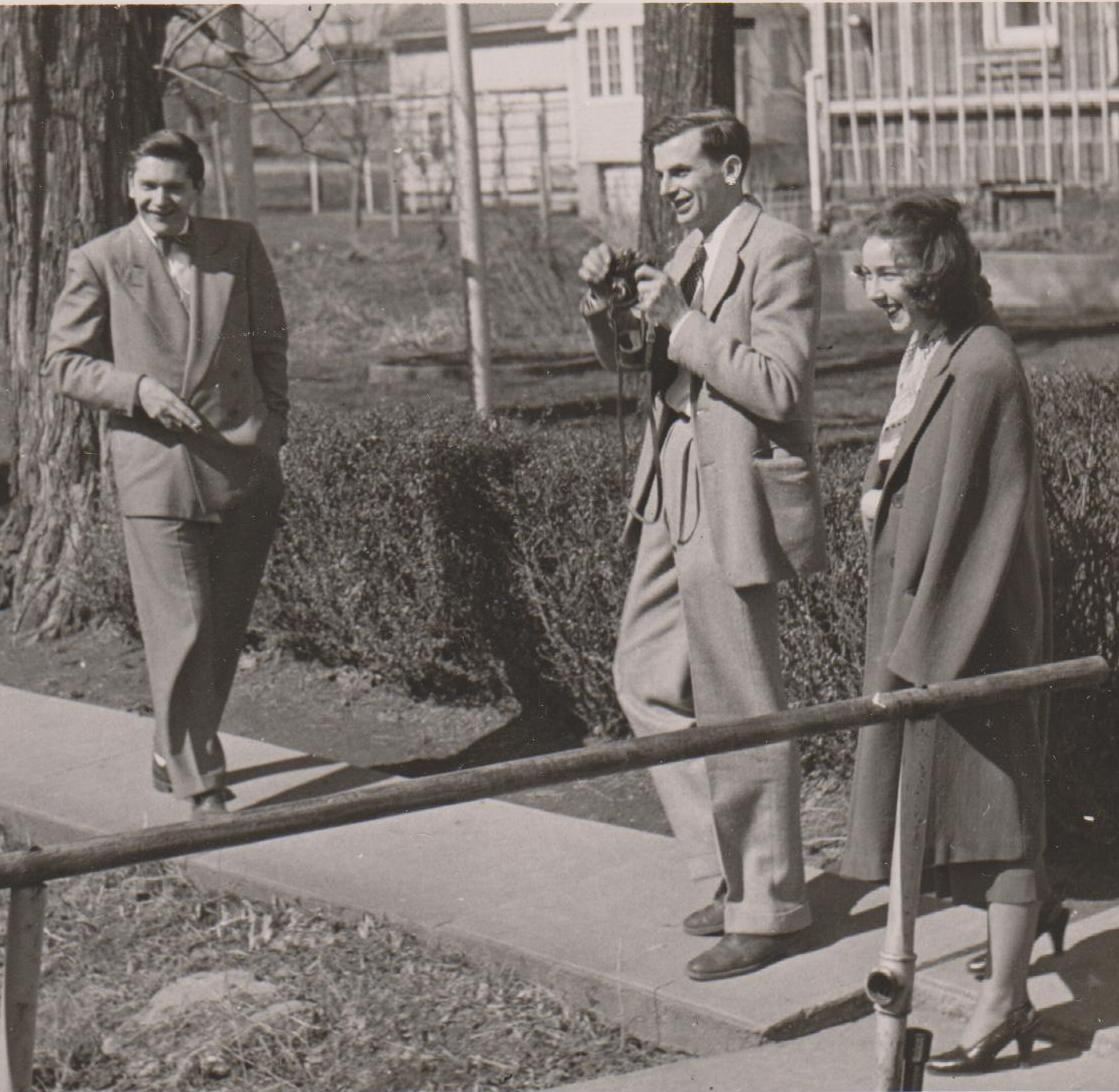
Flannery O'Connor tillsammans med Robie Macauley år 1947.

Mary Flannery O'Connor, född 25 mars 1925 i Savannah, Georgia, död 3 augusti 1964 i Milledgeville, Georgia, var en amerikansk författare. Hon skrev sammanlagt två romaner och trettiotvå noveller. Hennes berättelser är ofta skrivna i en gotisk stil.
Hon avled vid 39 års ålder i sviterna efter sjukdomen systemisk lupus erythematosus.
Nedslagskratern O'Connor på planeten Venus är uppkallad efter henne.